# 塞特帕尼山

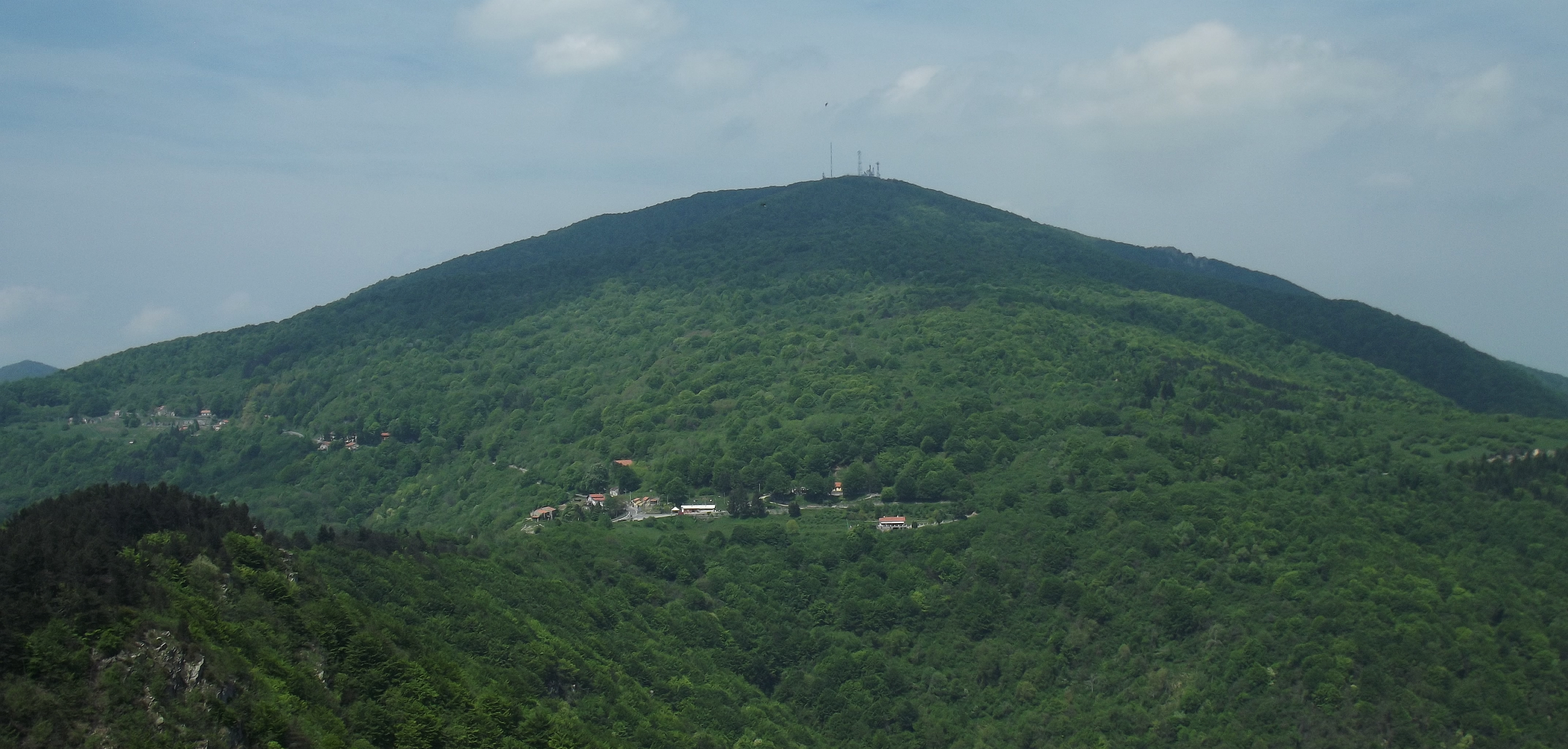

44°14′42″N 8°11′51″E / 44.24500°N 8.19750°E
塞特帕尼山（義大利語：Monte Settepani），是意大利的山峰，位於該國西北部，由利古里亞大區負責管轄，屬於利古里亞阿爾卑斯山脈的一部分，海拔高度1,386米，每年平均降雨量1,269毫米。